# Pravia
Pravia là một đô thị trong cộng đồng tự trị của Công quốc Asturias, Tây Ban Nha.

## Giáo khu
| - Arango - Cordovero - Corias - Escoredo - Folgueras | - Inclán - Muros de Nalón - Pravia - Pronga - Quinzanas | - Sandamías - Santianes - Selgas - Villafría - Villavaler |